# Stefanowo (powiat gostyński)
Stefanowo – osada w Polsce położona w województwie wielkopolskim, w powiecie gostyńskim, w gminie Piaski, w sołectwie Szelejewo Drugie.
W okresie Wielkiego Księstwa Poznańskiego (1815-1848) miejscowość wzmiankowana jako folwark Stefanów należała do wsi mniejszych w ówczesnym pruskim powiecie Krotoszyn w rejencji poznańskiej. Stefanów należał do okręgu borkowskiego tego powiatu i stanowił część majątku Szelejewo, którego właścicielem był wówczas Józef Pruski. Według spisu urzędowego z 1837 roku folwark liczył 47 mieszkańców, którzy zamieszkiwali jeden dym (domostwo).
W latach 1975–1998 miejscowość położona była w województwie leszczyńskim.